# Ibn Khurradàdhbih
Abu-l-Qàssim Ubayd-Al·lah ibn Abd-Al·lah (àrab: أبو القاسم عبيد الله بن عبد الله, Abū l-Qāsim ʿUbayd Allāh b. ʿAbd Allāh), més conegut com a Ibn Khurradàdhbih (: ابن خرداذبه, Ibn Ḫurradāḏbih), fou un dels més antics geògrafs que va escriure en àrab, si bé era originari del Khurasan (Pèrsia), nascut vers 820/826 i mort vers 885/912. Va créixer a Bagdad.
Va escriure nou obres, de les quals es conserven quatre.